# 潘悟云
潘悟云（1943年—），中国语言学家，浙江瑞安人。汉语音韵学专家。

## 生平
1943年出生于瑞安。中学时最喜爱的科目是数学，由于家庭出身的缘故，未能考上大学。1969年，身为温州锅炉厂车工的潘悟云与郑张尚芳相识，郑张使他进入到语言学这一领域中。1979年潘悟云考上复旦大学研究生，1982年获复旦大学中文系硕士学位。现为上海师范大学教授。

## 作品列表

### 专著
- 《温州音档》1999
- 《汉语历史音韵学》，2000年，上海教育出版社 ISBN 7-5320-6820-X
- 《潘悟云自选集》，2002年，安徽教育出版社

### 译著
- 《修订汉文典》（高本汉）
- 《原始汉语与藏语》
- 《上古汉语的辅音系统》

### 学术贡献
潘悟云的主要研究方向是汉语历史音韵学、方言学和东亚语言历史比较。潘教授很早就认识到，这些研究工作所需要分析的大量语言材料，只有通过计算机辅助才能完成，为此，从二十世纪八十年代初开始，潘悟云就自学计算机知识，把计算机技术运用于语言的历史比较与历史层次分析，并取得了一系列成果。
作为一名学者，潘悟云教授渊博的知识和开放性的研究使潘悟云在音韵领域处于国际领先地位。潘悟云多次应加州大学伯克莱分校、加州大学圣地亚哥分校、威斯康辛大学、奥斯陆大学、香港城市大学、香港中文大学等学校的邀请前去讲学、研究和作学术访问。潘悟云的《汉语历史音韵学》出版后，在国内外引起了很大反响，被誉为“中国音韵学研究的主流之作”，欧洲汉学的跨国课题《新编汉文典》决定采用该书的上古音体系，并邀请潘教授于2012年4月在查理士大学就这个体系作了为期一个月的系列讲座。
潘悟云教授不仅在语言学研究中贡献突出，而且为中国语言学界培养了一批年轻有为的人才。潘悟云的2001届博士毕业生龚群虎被复旦大学作为人才引进，破格提升为教授、博士生导师。复旦大学言语听觉科学研究中心副主任，2000届博士毕业生黄树先教授已被任命为《语言研究》的常务副主编。

## 著作
- Dongfang Wenhua yǔyán yǔ: Dunhuang zīliào 东方语言与文化:敦煌资料. Dongfang chūbǎn zhongxin 东方出版中心, Shanghai 2002, ISBN 7-80627-757-9.
- Hànyǔ lìshǐ yīnyùnxué "汉语历史音韵学". Shànghǎi Jiaoyu chūbǎnshè 上海教育出版社 2000, ISBN 7-5320-6820-X.
- Pan Wùyún zìxuǎnjí "潘悟云自选集" Anhui Jiaoyu chūbǎnshè 安徽教育出版社, Hefei, 2002, ISBN 7-5336-2863-2.

## 翻譯著作
- Yuánshǐ Hànyǔ yǔ zàngyǔ "原始汉语与汉藏语" ( Nicholas C. Bodman : Proto-Chinese and Sino-Tibetan), Zhonghua Shuju中华书局, Beijing 1995, ISBN 7-101-00924-7 (with Feng Zheng冯蒸).
- Shànggǔ Hànyǔ de fǔyīn xìtǒng上古汉语的辅音系统. Zhonghua Shuju中华书局, Beijing 1999, ISBN 7-101-02225-1 ( Edwin G. Pulleyblank : The consonantal system of Old Chinese, together with Xu Wénkān徐文堪).
- Han wén diǎn 汉文典. Shànghǎi císhū chūbǎnshè上海辞书出版社1997, ISBN 7-5326-0214-1 (Bernhard Karlgren: Grammata Serica).